# San Raymundo
San Raymundo, San Raimundo, San Raimundo Las Casillas – miasto w południowej Gwatemali, w departamencie Gwatemala, leżące w odległości 34 km na północ od stolicy kraju, nad rzeką Río Motagua. Miasto jest siedzibą gminy o tej samej nazwie, która w 2012 roku liczyła 30 048 mieszkańców. Nazwa miasta pochodzi od nazwiska Rajmunda z Penyafort, dominikańskiego misjonarza, świętego Kościoła katolickiego.